# Holger Rogall

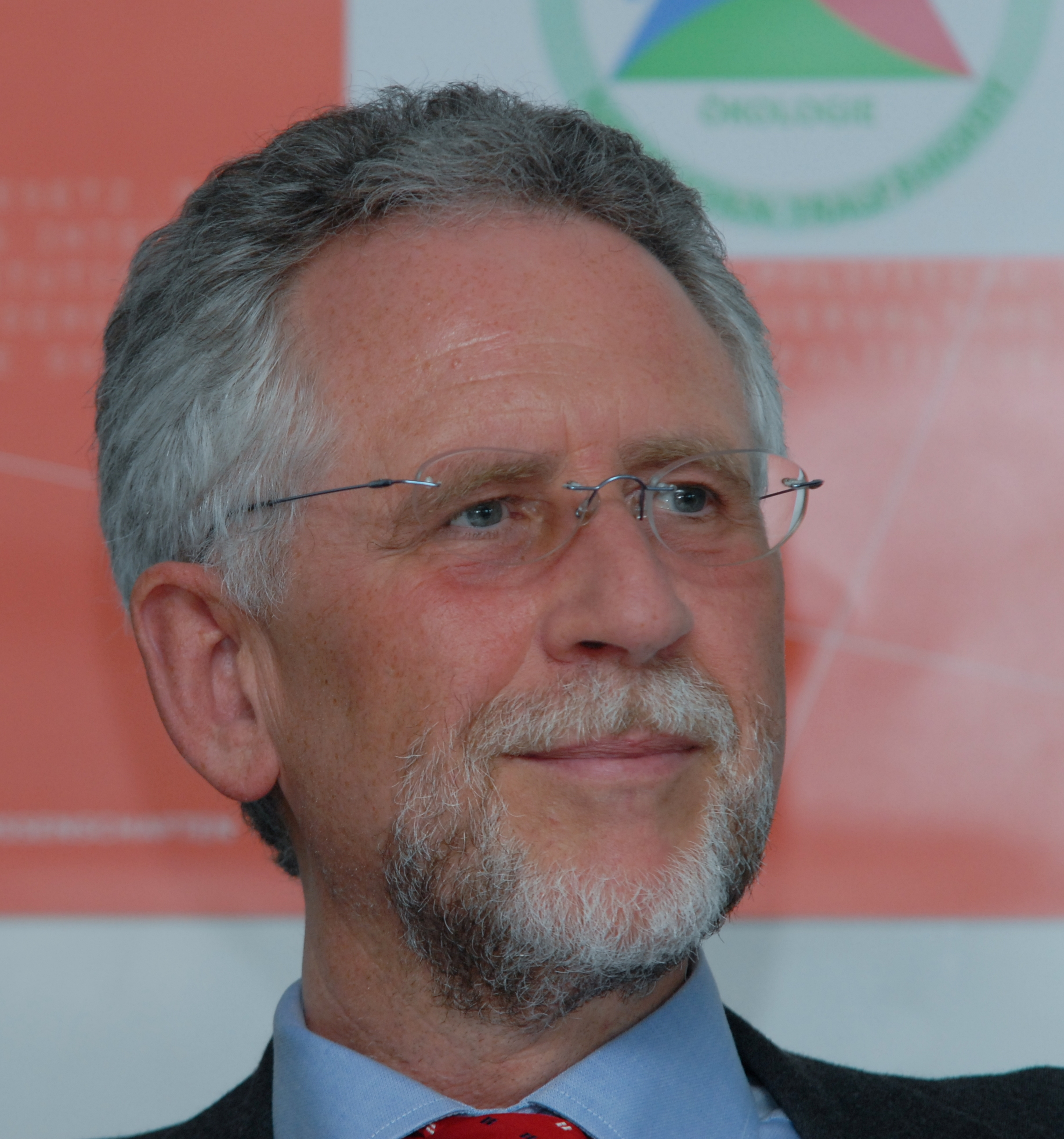
Holger Rogall (2008)

Holger Rogall (* 17. Juli 1954 in Berlin) ist ein deutscher Hochschullehrer für Nachhaltige Ökonomie und ehemaliger Politiker der SPD.

## Leben
Holger Rogall ist ein Sohn des Berliner SPD-Politikers Arved Rogall (1927–2008) und legte 1974 seine Abiturprüfung ab. Er studierte von 1975 bis 1980 an der FU Berlin Volkswirtschaft und Politikwissenschaften mit Abschluss als Diplom-Volkswirt. Ein anschließendes Studium der Wirtschaftspädagogik absolvierte er 1982 als Diplom-Handelslehrer. 1987 wurde er mit einer Gemeinschaftsdissertation zum Thema Wohnungsbaugenossenschaften, eine selbstverwaltete Unternehmensform zwischen bewohnerorientierter Tradition und sozialpolitischem Anspruch zum Dr. rer. pol. promoviert. Anschließend war er für das Institut für Zukunftsstudien und Technologiebewertung als Projekt- und Fachbereichsleiter tätig.
Zwischen 1996 und 2018 war er Professor für Nachhaltige Ökonomie (bis 2009 Umweltökonomie) an der Hochschule für Wirtschaft und Recht Berlin (HWR) (früher: Fachhochschule für Wirtschaft). 2012–18 war er Direktor des Instituts für Nachhaltigkeit der HWR Berlin (INa). Heute ist er Lehrbeauftragter an der Leuphana Universität Lüneburg und der Hochschule für Wirtschaft und Recht Berlin, Leiter des Instituts für Nachhaltige Ökonomie (INÖk)  sowie geschäftsführender Herausgeber des Jahrbuches Nachhaltige Ökonomie. Er ist seit 2002 Vorsitzender der gemeinnützigen Gesellschaft für Nachhaltigkeit e. V. (GfN) und seit 2009 Initiator und Koordinator des Netzwerks Nachhaltige Ökonomie. Seit 2000 ist er Autor zahlreicher Bücher, z. B. Grundlagen einer nachhaltigen Wirtschaftslehre, Volkswirtschaftslehre für die Studierenden des 21. Jh. (2. erweiterte Auflage, 2015), Volkswirtschaftslehre für Sozialwissenschaftler (2. erweiterte Auflage 2013), Nachhaltige Ökonomie (2. erweiterte Auflage, 2012), Ökologische Ökonomie (2008), mit denen er die traditionelle Ökonomie reformieren will. Mit seiner Publikation 100%-Versorgung mit erneuerbaren Energien (2014) beschäftigt er sich mit der Energiewende.
2006 erhielt er den Deutschen Solarpreis.

## Politik
Rogall trat 1972 in die SPD ein. In den Jahren 1991 bis 1995, 1996 bis 1999, 1999 bis 2001 und erneut 2004 bis 2006 war er Mitglied des Berliner Abgeordnetenhauses mit den Arbeitsschwerpunkten Nachhaltigkeit und Umweltschutz. 1995 initiierte er die Novellierung des Berliner Energiespargesetzes, mit der Einführung einer Nutzungspflicht thermischer Solaranlagen in Neubauten mittels einer Solaranlagenverordnung (SolVO). Die Verordnung wurde von Barcelona aufgenommen, dann von Spanien und Portugal verabschiedet und 2007 als Erneuerbares-Energie-Wärme-Gesetz in Deutschland eingeführt. 2006 gehörte er mit Delia Hinz zu den federführenden Mitgliedern des Redaktions- und Koordinierungsteam der Berliner Lokalen Agenda 21, die im Juni 2006 vom Abgeordnetenhaus beschlossen wurde.

## Ausgewählte Publikationen
- Holger Rogall: Grundlagen einer nachhaltigen Wirtschaftslehre, Volkswirtschaftslehre für die Studierenden des 21. Jahrhunderts, 2. überarbeitete Auflage, Metropolis-Verlag, Marburg 2015, ISBN 978-3-7316-1177-6.
- Holger Rogall: 100%-Versorgung mit erneuerbaren Energien – Bedingungen für eine globale, nationale und kommunale Umsetzung. Metropolis Verlag, Marburg 2014, ISBN 978-3-7316-1090-8.
- Holger Rogall: Volkswirtschaftslehre für Sozialwissenschaftler: Einführung in eine zukunftsfähige Wirtschaftslehre, 2. überarbeitete und stark erweiterte Auflage. Springer Verlag, Wiesbaden 2013, ISBN 978-3-658-01979-2.
- Holger Rogall: Nachhaltige Ökonomie: Ökonomische Theorie und Praxis der Nachhaltigkeit, 2. überarbeitete und stark erweiterte Auflage. Metropolis, Marburg 2012, ISBN 978-3-89518-865-7.
- Holger Rogall: Grundlagen einer nachhaltigen Wirtschaftslehre: Volkswirtschaftslehre für Studierende des 21. Jahrhunderts. Metropolis, Marburg 2011, ISBN 978-3-89518-765-0.
- Holger Rogall: Nachhaltige Ökonomie: Ökonomische Theorie und Praxis der Nachhaltigkeit. Metropolis, Marburg 2009, ISBN 978-3-89518-765-0.
- Holger Rogall: Ökologische Ökonomie: Eine Einführung. Verlag für Sozialwissenschaften, Wiesbaden 2008, ISBN 978-3-531-16058-0.
- Holger Rogall: Volkswirtschaftslehre für Sozialwissenschaftler: Einführung in eine zukunftsfähige Wirtschaftslehre. Springer Verlag, Wiesbaden 2006, ISBN 3-531-14538-X.
- Holger Rogall: Ökonomie der Nachhaltigkeit: Handlungsfelder für Politik und Wirtschaft. Verlag für Sozialwissenschaften, Wiesbaden 2004, ISBN 3-8100-4215-3.
- Holger Rogall: Akteure einer nachhaltigen Entwicklung: Überwindung des Politik- und Akteursversagens. Ökom, München 2003, ISBN 978-3-936581-06-5.
- Holger Rogall: Neue Umweltökonomie: Ökologische Ökonomie, Ökonomische und ethische Grundlagen der Nachhaltigkeit, Instrumente zu ihrer Durchsetzung. Leske + Budrich, Opladen 2002, ISBN 978-3-8100-3500-4.
- Holger Rogall: Bausteine einer zukunftsfähigen Umwelt- und Wirtschaftspolitik: Eine praxisorientierte Einführung in die Neue Umweltökonomie und Ökologische Ökonomie. Duncker & Humblot, München 2000, ISBN 978-3-428-10213-6.